# Ur So Gay
„Ur So Gay” – singel promocyjny amerykańskiej piosenkarki Katy Perry z jej drugiego albumu studyjnego, zatytułowanego One of the Boys. Singel swoją premierę miał 20 listopada 2007 roku. Twórcami tekstu utworu są Katy Perry i Greg Wells, natomiast jego produkcją zajął się sam Wells. Wytwórnia Capitol Records udostępniła utwór do pobrania za darmo na swojej stronie internetowej. Piosence nie udało się wejść na Billboard Hot 100.
Utwór „Ur So Gay” jest narzędziem zemsty przeciwko byłemu chłopakowi piosenkarki, w którym satyra i sarkazm skierowane są w kierunku metroseksualizmu.

## Listy utworów i formaty singla
- 7" promo[2]

1. „Ur So Gay” − 3:39
2. „Use Your Love” − 3:01

- Track listing of the Remix CD

1. „Ur So Gay (Clean Original Version)” − 3:39
2. „Ur So Gay (Junior Sanchez Remix)” − 5:53
3. „Use Your Love” (cover utworu grupy The Outfield) − 3:01
4. „Lost” − 4:20
5. „Ur So Gay (Original Instrumental)” − 3:38
6. „Ur So Gay (Junior Sanchez Instrumental)” − 5:55
7. „Ur So Gay (Original A Cappella)” − 3:15

- EP Track listing

1. „Ur So Gay” − 3:39
2. „Ur So Gay (Remix)” − 5:54
3. „Use Your Love” (cover utworu grupy The Outfield) − 3:03
4. „Lost” − 4:20

## Notowania i certyfikaty
| Lista (2008)                                | Najwyższa pozycja |
| ------------------------------------------- | ----------------- |
| Stany Zjednoczone (Hot Dance Singles Sales) | 1                 |

| Państwo                  | Status          |
| ------------------------ | --------------- |
| Brazylia (ABPD)          | platynowa płyta |
| Stany Zjednoczone (RIAA) | złota płyta     |